# نوید محمدی
نوید محمدی (زادهٔ ۱ فروردین ۱۳۸۰ – درگذشتهٔ ۱۶ خرداد ۱۳۹۸ در شیراز) کاراته‌کای ایرانی بود که در بازی‌های المپیک تابستانی جوانان ۲۰۱۸ موفق به کسب مدال طلای کاراته در وزن ۶۸+ کیلوگرم پسران شد.وی همچنین نخستین مدال طلای کاراته در المپیک جوانان را به دست آورد.

## زندگی
نوید محمدی ۱ فروردین ۱۳۸۰ در شهرک گلشن شیراز به دنیا آمد و زیر نظر پدرش محمدهادی محمدی و عموی خود، محمدرضا محمدی که دارندهٔ مدال طلای جهان بود از سن شش سالگی پرورش یافت. از سال ۱۳۹۳ هم در اردوهای تیم‌های ملی پایهٔ کاراته ایران حضور داشت و با سن کم به تیم ملی بزرگسالان هم دعوت شده بود.

## درگذشت
وی در بامداد پنجشنبه ۱۶ خرداد ۱۳۹۸ در حالی‌که با خودروی هاچ‌بک در اتوبان کوهسار شیراز در حال رانندگی بود، به علت سرعت زیاد در پیچ خطرناک پس از تونل کوهسار از مسیر خارج و خودروی او واژگون و منجر به مرگش شد.

## نگارخانه

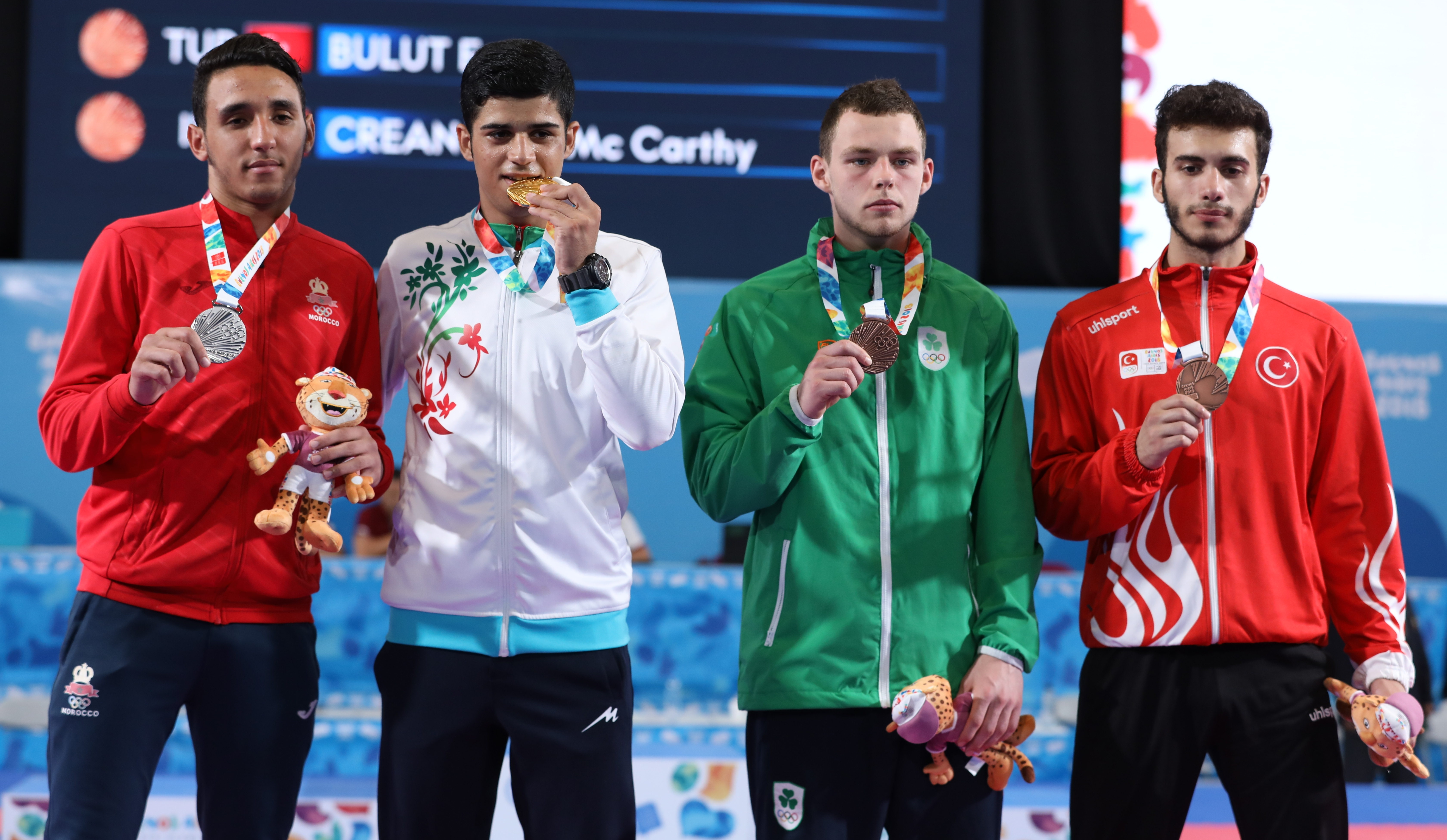
مدال‌آوران وزن ۶۸+ ک‌گ کاراته پسران در بازی‌های المپیک تابستانی جوانان ۲۰۱۸